# Superliga Brasileira de Voleibol Feminino de 2001–02
A Superliga Feminina de Vôlei 2001/2002 foi um torneio realizado a partir do início até meados de 2002 por oito equipes representando cinco estados.

## Participantes
Campos, Campos/RJ

 Macaé Sports, Macaé/RJ

 Minas, Belo Horizonte/MG

 Osasco, Osasco/SP

 Paraná, Curitiba/PR

 Pinheiros, São Paulo/SP

 São Caetano, São Caetano do Sul/SP

 Buettner Vôlei, Brusque/SC

## Regulamento
- Fase Classificatória:A primeira fase da Superliga foi realizada com a participação de oito equipes. A competição foi dividida em duas fases. Na primeira, as equipes jogaram entre si, em turno e returno, realizando 14 partidas cada uma. O campeão do turno e o campeão do returno tiveram vaga assegurada às semifinais. As outras duas vagas seriam preenchidas pelos dois times com melhor índice técnico na fase regular.

- Playoffs:As quatro melhores equipes avançaram às semi-finais,em que disputaram playoffs melhor de três jogos.

Os dois times vencedores disputaram o título na final, também em uma série melhor de três jogos.

## Campeão
| Superliga Brasileira Feminina 2001-02 |
| ------------------------------------- |
| Minas 1º Título                       |